# Бюгдин
Бюгдин (норв. Bygdin) — озеро в Норвегии, в фюльке Иннландет. Находится на территории горного массива Ютунхеймен. Площадь его зеркала составляет 46 км². Озеро протянулось с востока на запад на 25 км, ширина его невелика. Расположено на высоте 1048 м над уровнем моря. Наибольшая глубина 215 м.
В 1909 году в Эйдсбугардене на западном окончании озера был открыт памятник поэту Осмунну Улафсону Винье, дом которого находился в этом месте.